# Haut-Var (région)
Pour les articles homonymes, voir Haut Var.

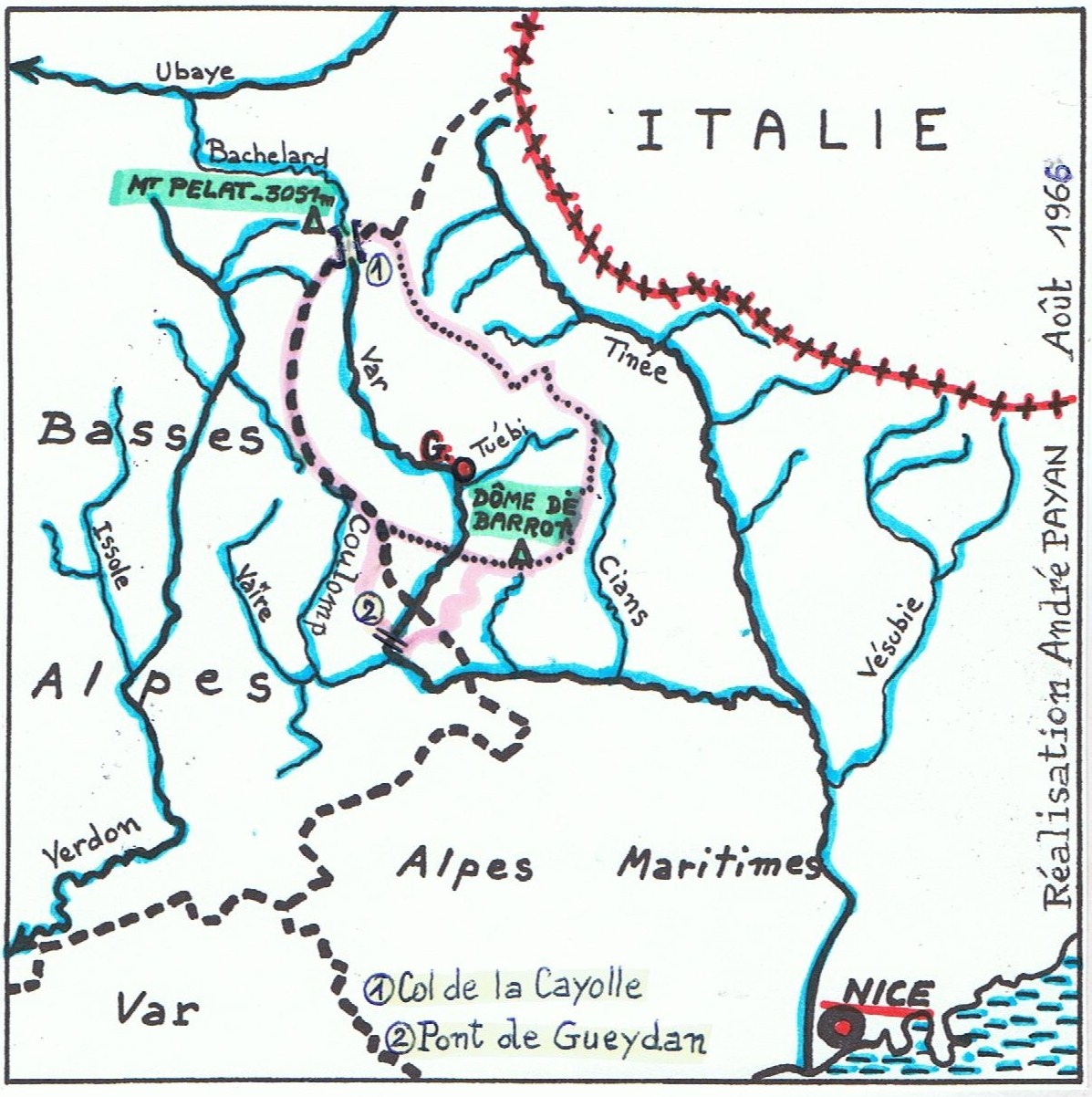
Du col de la Cayolle (1) au Pont-de-Gueydan (2), le bassin du « Haut-Var » dont le sous-secteur le plus important a ses limites en pointillés.

Situé au nord-ouest des Alpes-Maritimes, le Haut-Var relève en fait de quatre  définitions.
La première correspond au bassin hydrographique du « Haut-Var » tel que l'a défini Raoul Blanchard en 1949.
La seconde correspond à la division administrative du canton de Guillaumes dont les neuf communes sont regroupées depuis 1999 dans la communauté de communes Cians-Var.
La troisième correspond à la petite région du « Haut-Var » telle que l'a définie André Payan en 1967.
La quatrième correspond à la région Nord du département du Var au delà d'une ligne traversant ce département depuis Rians à l'Ouest , passant par Salernes et Draguignan et finissant à Mons 

## Le bassin hydrographique du « Haut-Var » défini par Raoul Blanchard
La formation et les caractéristiques du bassin hydrographique du Haut-Var ont été précisées en 1949 par le géographe Raoul Blanchard dans le cadre de son étude physique des « grandes Alpes françaises du Sud » . Retenons sa formule :
« Le Haut-Var muré au pont de Gueydan (en aval) s'abîme plus haut (vers le nord) dans les Gorges-de-Daluis ».
Dans le cadre de cette définition de son bassin hydrographique, la vallée du Haut-Var - d'orientation Nord-Sud - comprend deux sous-secteurs : le plus important au nord des gorges de Daluis avec Guillaumes et l'autre au sud de celles-ci. Le petit sous-secteur sud ne comprend que quatre communes qui appartiennent à trois cantons et à deux départements. Dans le département des Alpes-Maritimes, les deux communes de Daluis (canton de Guillaumes) et de Saint-Léger (canton de Puget-Théniers). Et dans le département des Alpes-de-Haute-Provence, les deux communes de Sausses et de Castellet-lès-Sausses qui relèvent du canton d'Entrevaux. Bassin hydrographique dont Raoul Blanchard exclut la vallée du Cians dont il note qu'elle est - comme celle du Haut-Var - de direction Nord-Sud et qu'elle bute aussi sur la « barrière préalpine », véritable muraille qui a bloqué leur écoulement direct vers la Méditerranée. Et c'est pourquoi le Cians - affluent de rive gauche - rejoint le Var dans la profonde tranchée Ouest-Est  du Var-Moyen où sont situées Entrevaux et Puget-Théniers. Var-Moyen qui s'interpose comme un petit sillon alpin entre les grandes Alpes et les préalpes de la basse Vaïre à l'ouest jusqu'aux gorges de la Mescla à l'est où la Tinée rejoint le Var.

## Le « Haut-Var » des neuf communes du canton de Guillaumes

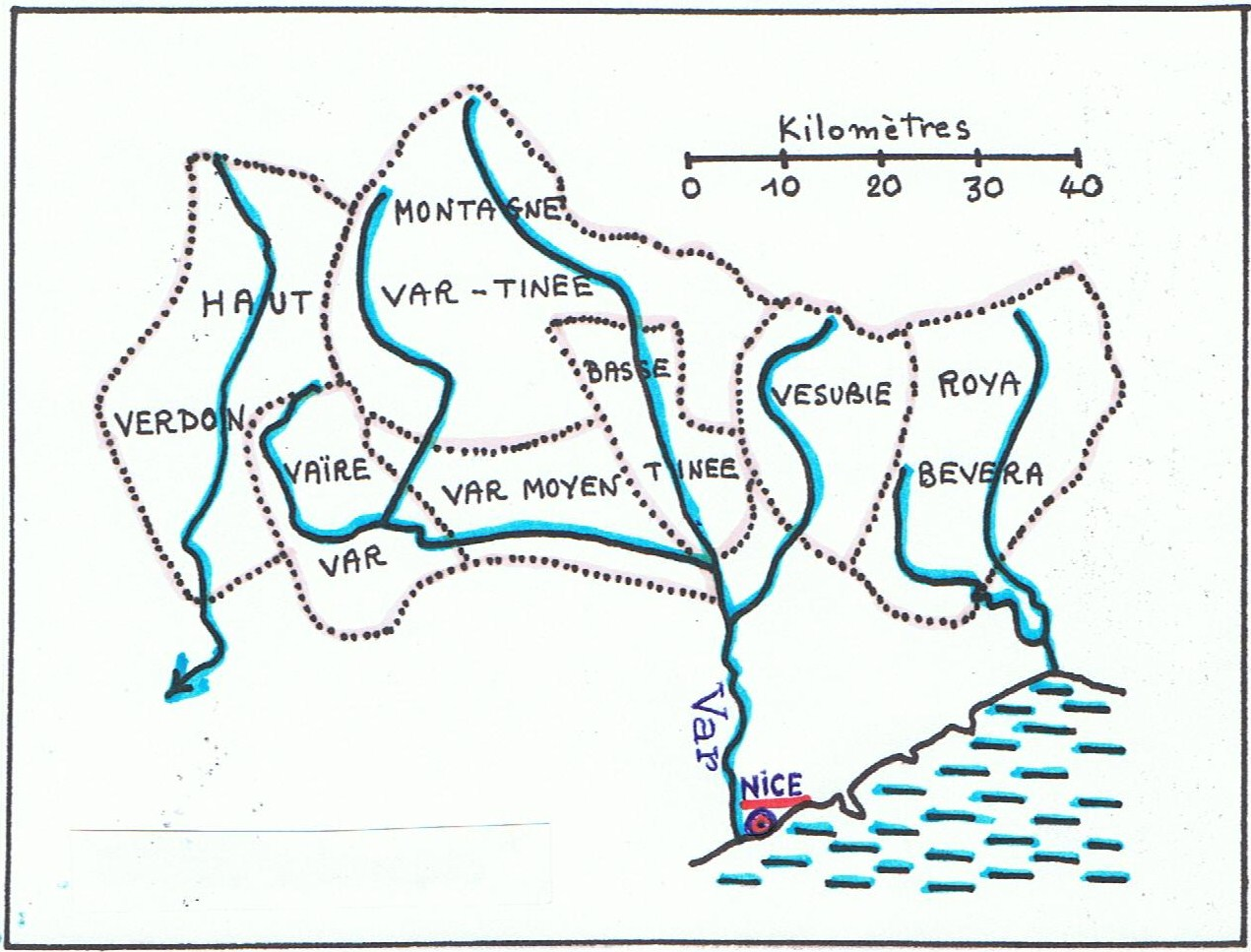
Les régions humaines de Raoul Blanchard en 1949.

Cette définition administrative du Haut-Var est souvent reprise car elle permet alors d'utiliser les statistiques le plus souvent regroupées des neuf communes du canton dont Guillaumes est le chef-lieu et la capitale historique. Et parmi ces statistiques, celles des précieux recensements de population notamment étudiés par Yves Bravard en 1961.

### Neuf communes regroupées depuis 1999 dans la communauté de communes Cians-Var
En 1999, à l'initiative de Charles Ange Ginésy qui en préside depuis les destinées, ces neuf communes se sont regroupées dans la communauté de communes Cians-Var dont le nom correspond bien à leurs appartenances respectives. Communauté dont le centre administratif est situé dans la station de Valberg, son agglomération dominante dont l'urbanisation se poursuit.
C'est dire toute l'importance que revêt cette définition administrative à tout point de vue et notamment sur les plans financier, socio-économique, politique et culturel. Cependant, deux de ces neuf communes posent problème quant à leur appartenance à la haute vallée du Var. Comme on l'a précisé supra, celle de Daluis relève en effet du petit sous-secteur situé au débouché aval des gorges de Daluis et que Raoul Blanchard place dans la région humaine du Var-Moyen. Et la commune de Beuil qui relève de la vallée supérieure du Cians entre celle du Haut-Var à l'ouest et celle de la Tinée à l'est. C'est pourquoi, ces deux communes ont été écartées dans la troisième définition du Haut-Var.

## La petite région du « Haut-Var » définie et étudiée par André Payan

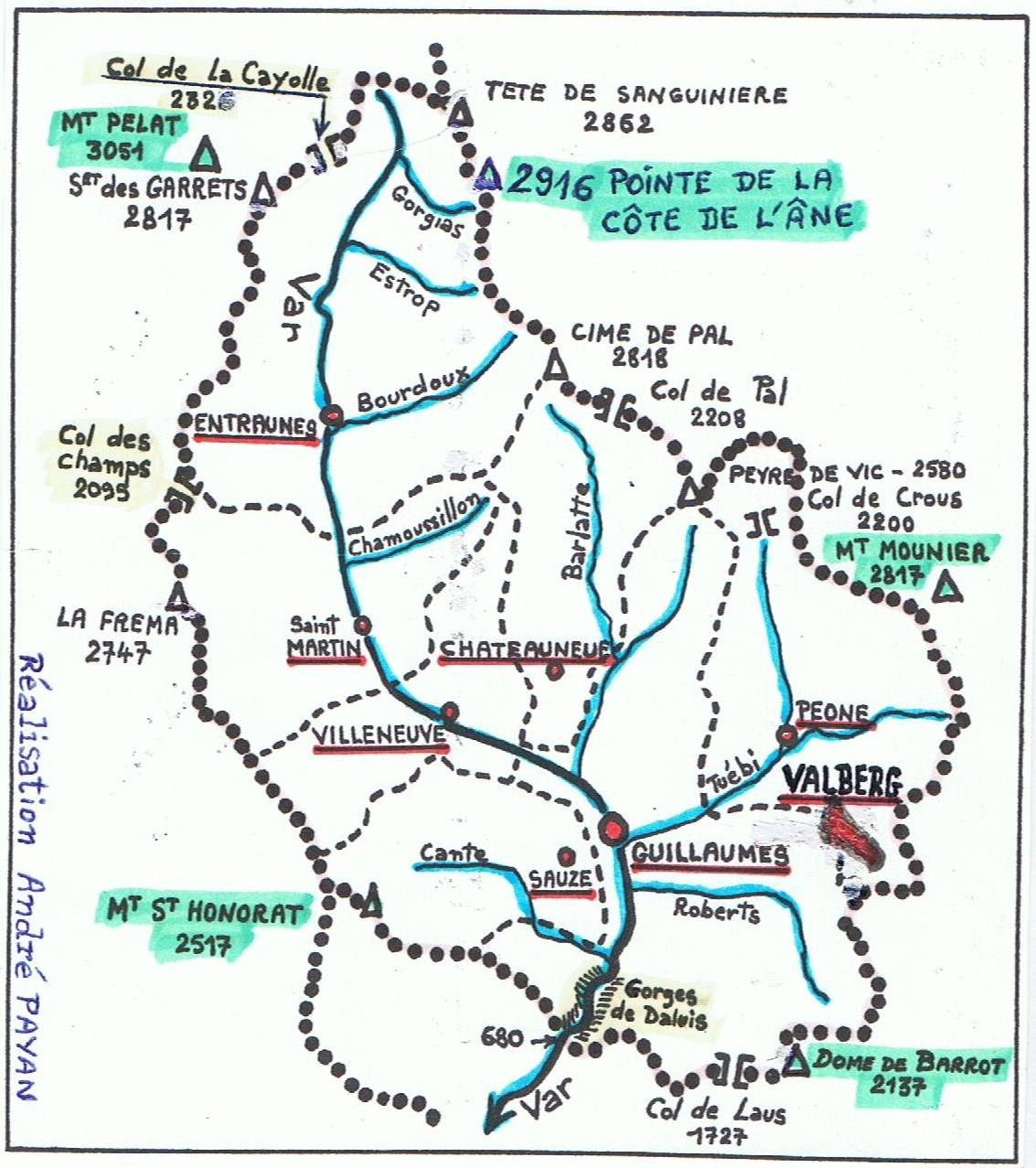
La petite région du Haut-Var aux 7 communes avec Valberg.

En 1949, dans le cadre de son étude humaine des « grandes Alpes françaises du Sud», Raoul Blanchard  précise les limites des régions humaines des Alpes-Maritimes et définit une région « Montagne Var-Tinée » excluant le petit sous-secteur sud rattaché à la région humaine du « Var-Moyen ».
En 1967, André Payan - sur la base notamment des analyses de Raoul Blanchard - limite ainsi l'entité humaine du Haut-Var aux sept communes du bassin hydrographique du Var supérieur qui s'étend des gorges de Daluis au sud jusqu'au col de la Cayolle au nord. Ces sept communes sont, du nord au sud, celles d'Entraunes, de Saint-Martin-d'Entraunes, de Villeneuve-d'Entraunes, de Châteauneuf-d'Entraunes, de Sauze, de Guillaumes et de Péone. Par là-même, le « Haut-Var » correspond alors à sept des neuf communes de la communauté de communes de Cians-Var et comprend donc la station de Valberg qui poursuit son urbanisation au col du Quartier à la jonction des communes de Guillaumes et de Péone. Par ailleurs, cette entité humaine du Haut-Var inclut aussi les quatre communes du Val-d'Entraunes.
Le bassin hydrographique du Haut-Var ainsi défini englobe toutes les vallées et vallons secondaires des affluents du Var supérieur. En rive gauche (c'est-à-dire à l'Est), les plus importantes, du nord au sud, sont celles du Ruisseau-de-Sanguinière se dédoublant en ravin de la Boucharde et ruisseau de Gorgias, du vallon de l'Estrop, du Bourdous, du ravin de Chamoussillon, du Riou-de-Bante, du torrent de la Barlatte, du Tuébi (avec Péone et la partie est de la station de Valberg), du vallon des Roberts prolongé par le vallon du Riou (y compris la combe de Barzès jusqu'aux arrivées des téléskis et télésièges de la Tête-du-Sapet, de la Dreccia et de Pra-Brûlé), du vallon de Tirebœuf et enfin celle du vallon d'Amen (avec la clue d'Amen fréquentée par les adeptes de canyoning). En rive droite (c'est-à-dire à l'Ouest), les plus importantes, du nord au sud, sont celles du ruisseau d'Aiglière avec sa fameuse cascade, du ravin de la Couosto (la Pestourniéro), du ruisseau du Chaudan (avec sa clue bien connue des amateurs de canyoning), du ruisseau de Chastelonnette (avec la petite station de Val Pélens), du ravin du Mounard, du Riou-d'Énaux, du Riou-de-la-Maïris, du vallon de Cante.

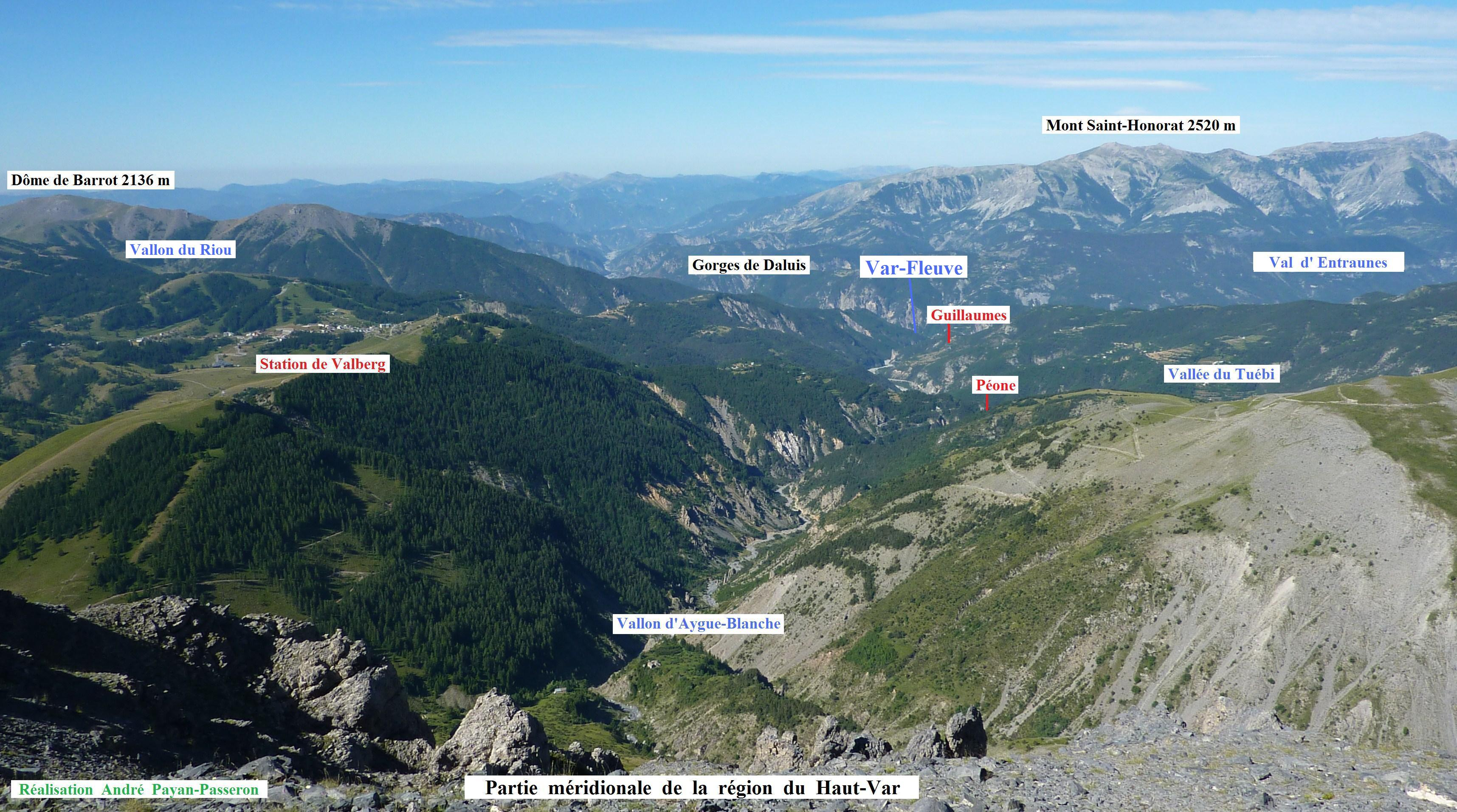
Vue du Nord-Est (sentier du Mont-Mounier), la partie méridionale de la petite région du Haut-Var en amont des Gorges de Daluis.

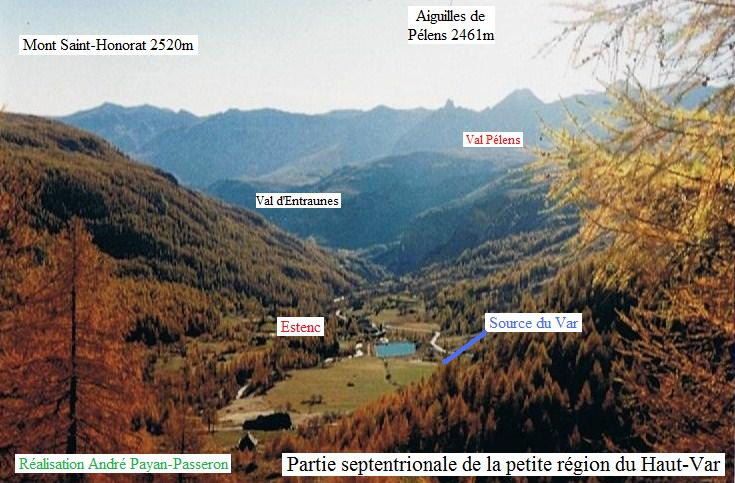
Vue du Nord, la partie septentrionale de la petite région du Haut-Var en aval du col de la cayolle avec la station d'Estenc et son petit lac et, au fond, le massif du mont Saint-Honorat avec notamment les Aiguilles-de-Pélens.